# Daniel Barrow
Daniel Hubert Barrow Jr., detto Dan (Yeadon, 22 luglio 1909 – Harrisburg, 4 novembre 1993), è stato un canottiere statunitense, vincitore della medaglia di bronzo nel singolo a Berlino 1936.

## Palmarès
- Giochi olimpici

Berlino 1936: bronzo nel singolo.